# Discipline (Album)
Discipline ist das achte Studioalbum der britischen Rockband King Crimson aus dem Jahr 1981 und das erste von drei Alben, die die Band nach ihrer Reunion in den 1980er Jahren aufnahm.

## Entstehung
Nach der Auflösung von King Crimson widmete sich Robert Fripp der Zusammenarbeit mit anderen Musikern, unter anderem Brian Eno, und entwickelte mit diesem zusammen die Frippertronics genannten Tonbandeffekte. Es entstanden zwei Alben, Exposure und God Save The Queen/Under Heavy Manners, auf denen er mit Brian Eno und David Byrne zusammenarbeitete. Im Jahr 1980 schließlich gründete er die Band The League of Gentlemen, die sich an der aufkommenden Stilrichtung New Wave orientierte. Die Auftritte mit der League of Gentlemen inspirierten Fripp dazu, King Crimson zu reaktivieren. Noch im selben Jahr nahm er Kontakt mit dem früheren King-Crimson-Schlagzeuger Bill Bruford auf. Als weitere Musiker wurden Gitarrist und Sänger Adrian Belew sowie Bassist Tony Levin angeworben. In dieser Besetzung trat die Band eine Zeitlang unter dem Namen Discipline auf, bis sie sich schließlich in King Crimson umbenannte.

## Stil und Rezeption
Durch den Verzicht auf Blasinstrumente und Mellotron, die früheren King-Crimson-Alben ihren Stil gaben, wird der eher minimalistische, an New Wave orientierte Klang dieses Albums als vergleichsweise trocken empfunden. Dominiert wird das Album von Robert Fripps und Adrian Belews Gitarrenspiel, die die für das Album typischen schnellen Läufe in den hohen Tonregionen spielen. Bei den experimentellen Stücken Frame by Frame und Thela Hun Ginjeet sind ihre Passagen polymetrisch versetzt. Auf Wunsch von Robert Fripp spielt Schlagzeuger Bruford fast nie auf den Becken, so dass die hohen Frequenzen im Klangbild für die Gitarren und gelegentlich Belews paranoid anmutenden Gesang reserviert sind. Die von diesem verfassten Texte behandeln gesellschaftliche und zwischenmenschliche Probleme wie Gewalt (Thela Hun Ginjeet) und beklagen unter anderem die Sinnlosigkeit menschlicher Kommunikation (Elephant Talk).

## Titelliste
Alle Kompositionen stammen von Adrian Belew, Bill Bruford, Robert Fripp und Tony Levin.
Seite 1
1. Elephant Talk – 4:43
2. Frame By Frame – 5:09
3. Matte Kudasai – 3:47
4. Indiscipline – 4:33
Seite 2
5. Thela Hun Ginjeet – 6:26
6. The Sheltering Sky – 8:22
7. Discipline – 5:13